# South African Students' Organisation
South African Students' Organisation (SASO) var en sammenslutning af sorte (læs: afrikanere, indere og farvede) sydafrikanere som var brudt ud af den bestående nationale studenterorganisation, NUSAS, i 1968, fordi denne blev set som en hindring for "sort bevidsthed" (Black Consciousness). Foreningen blev startet af blandt andet Steve Biko og Barney Pityana, og var et væsentligt udgangspunkt for tilblivelsen af Black Consciousness-bevægelsen i Sydafrika.
[kilde mangler]
| Forening eller organisation | Spire Denne artikel om en forening eller organisation er en spire som bør udbygges. Du er velkommen til at hjælpe Wikipedia ved at udvide den. |